# Верле, Клодетт
Клодетт Антуэн Верле (фр. Claudette Antoine Werleigh; род. 26 сентября 1946) — премьер-министр Гаити в 1995—1996 годах. Стала первой в стране женщиной-премьер-министром.
Занимала должность министра иностранных дел с 1993 по 1995 год с перерывом в 1994 году. До этого была исполнительным директором посольства Гаити в Вашингтоне.

## Биография
Родилась в 1946 году в городе Кап-Аитьен. Изучала медицину в США и Швейцарии, после чего вернулась на родину, где получила образование по праву и экономике в Государственном университете в Порт-о-Пренсе. После этого работала во многих неправительственных организациях. С 1976 до 1987 год была генеральным секретарём организации Каритас Гаити, основанной в 1975 году на конференции гаитянских епископов.
Помогла в основании Женской лиги, которая боролась за предоставление женщинам права принимать активное участие в политической жизни страны.
Годы преподавательской и общественной деятельности сделали из неё хорошего оратора.

## Политическая карьера
С 1990 года Верле начала активно проявлять себя в политической жизни Гаити. С июля 1992 до октября 1993 года занимала пост исполнительного директора официального представительства в Вашингтоне. В сентябре 1993 года была назначена на должность министра иностранных дел в правительстве Мальваля. С 1995 до 1996 года — глава правительства Гаити.
С 1999 года занимала должность директора программы преобразований Института жизни и мира в Упсале, Швеция. Путешествовала по странам, имевшим разного рода конфликты в обществе, и пыталась оказать помощь в их решении. В 2007 году была избрана генеральным секретарём Pax Christi, неправительственного католического движения, выступающего в поддержку прав человека.